# Zastawne (hromada Busk)
Zastawne (ukr. Застав'є) – wieś na Ukrainie w rejonie złoczowskim (do 2020 roku w rejonie buskim) obwodu lwowskiego.